# 香葉樹加植節蜱
香葉樹加植節蜱（学名：Gammaphytoptus commune）为節蜱科子加植節蜱屬下的一个种。